# Piaski Lasockie
Piaski Lasockie – wieś w Polsce położona w województwie świętokrzyskim, w powiecie kieleckim, w gminie Łopuszno.
| SIMC    | Nazwa       | Rodzaj      |
| ------- | ----------- | ----------- |
| 0992740 | Wysoka Góra | osada leśna |

W latach 1975–1998 miejscowość administracyjnie należała do województwa kieleckiego.